# Pele Caster

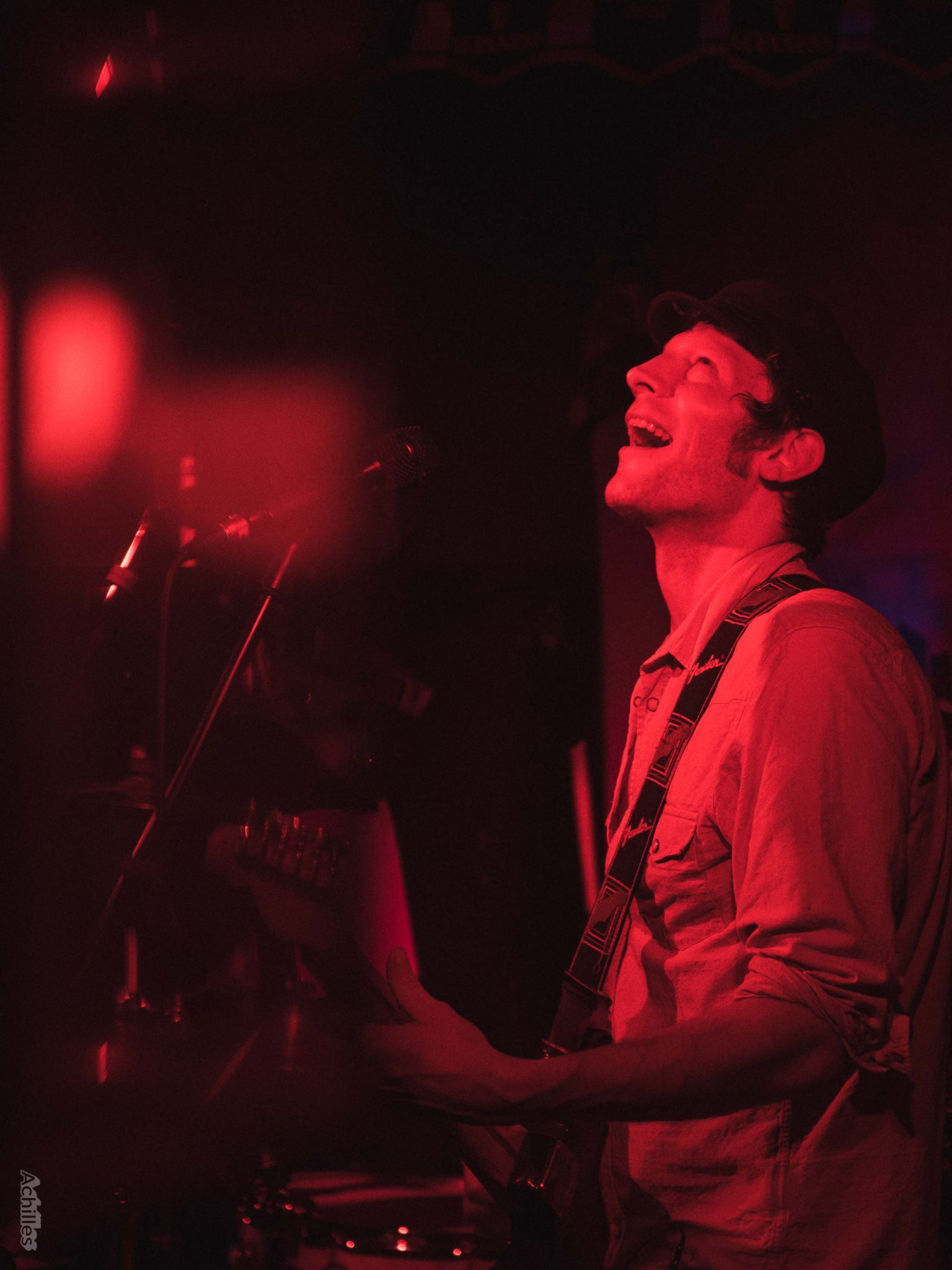
Pele Götzer ist der Frontmann von Pele Caster.

Pele Caster ist eine deutschsprachige Indie-Rock-Band um den Frontmann Stefan "Pele" Götzer, die 2010 gegründet wurde.

## Geschichte
Die ursprüngliche Band "Pele Caster" entstand 2010 aus dem gleichnamigen Soloprojekt von Stefan "Pele" Götzer (zuvor Sänger und Gitarrist bei Astra Kid und Bassist bei Klee), während der Aufnahmen zum ersten Album "Wasimmer" (2011; Timezone Records). Weitere Mitglieder waren Daniel Klingen (Schlagzeug), Thomas Hannes (Gitarre) und Ben Schadow (Bass). In den darauf folgenden Jahren änderte sich die Bandbesetzung noch einige Male, bis sich 2015 die Stammbesetzung, bestehend aus Steffen Haas (Gesang/Perc.), Amelie Struck (Piano/Gesang), Michael Kaschmer (Bass), Marc Rühmeier (Schlagzeug) und Pele Götzer (Gesang/Gitarre) formierte. Darüber hinaus wirken befreundete Musiker sowohl live als auch im Studio mit.
2017 erschien das Album "Theater des Absurden", welches für den popNRW-Preis 2017 im Bereich "outstanding" nominiert wurde. Es folgten eine ausgiebige Clubtour und Konzerte auf Festivals (u. a. Juicy Beats und Ruhrfestspiele).
Seit 2018 ist Natalie Bolinski (Geige) fester Bestandteil der Band und Steffen Haas hat die Band verlassen.
Am 27. November 2020 erschien die Ep "Hulk" auf Tommy Finkes Label Retter des Rock Records. Aufgrund der Covid-19-Pandemie mussten alle Konzerte zur und nach der Veröffentlichung abgesagt werden. Eine Tour ist für 2021 geplant. Mit Samplerbeiträgen (u. a. OX-Fanzine und Slam alternative music magazine), Interviews und durchweg positiven Kritiken konnten Pele Caster mit "Hulk" dennoch Aufmerksamkeit erregen.

## Diskografie
Alben
- Wasimmer (2011; Timezone Records[3])
- Theater des Absurden (2017; Stargazer Records[16]/Broken Silence[17])

EPs
- Hulk (2020 ; Retter des Rock)

Singles
- Der Laden (2011; Timezone Records)
- Wir haben uns (2012; Timezone Records)
- Theater des Absurden (2017; Stargazer Records)
- Alte Wunden (2017; Stargazer Records)
- Alles Eskaliert (2020; NCR)
- Hulk (2020; Retter des Rock Records)

## Auszeichnungen
2017: Nominierung für den popNRW-Preis.